# Leszek Ganowicz
Leszek Jerzy Ganowicz (ur. 4 października 1928 w Koninie, zm. 31 marca 2024 w Józefowie) – polski działacz państwowy i inżynier budownictwa, wiceprezydent Warszawy i z urzędu wicewojewoda warszawski (1984–1987).

## Życiorys
Syn Haliny i Zygmunta, inżyniera budownictwa wodno-kanalizacyjnego. W 1950 ukończył studia z inżynierii budownictwa na Politechnice Warszawskiej, od 1955 pełnił funkcję naczelnego inżyniera i dyrektora w przedsiębiorstwie budownictwa przemysłowego. Zajmował się budową m.in. Huty Aluminium Konin i Zakładów Cegielskiego. Później pracował w Biurze Projektów „Bistyp”, a w latach 70. został dyrektorem Zjednoczenia Budownictwa „Warszawa”. Był także kierownikiem Departamentu Budownictwa Ogólnego w Ministerstwie Budownictwa i Przemysłu Materiałów Budowlanych oraz przez 10 lat wicedyrektorem Instytutu Techniki Budowlanej. W latach 1984–1987 był wiceprezydentem Warszawy i z urzędu wicewojewodą warszawskim.
Wieloletni działacz Polskiego Związku Inżynierów i Techników Budownictwa, pełnił funkcje wiceszefa oddziału poznańskiego i członka zarządu głównego PZITB. Zasiadał w branżowych komisjach kwalifikacyjnych, był sędzią w organizowanym przez ten związek konkursie „Budowa Roku”. 

## Odznaczenia
Odznaczony m.in. Krzyżem Kawalerskim i Oficerskim Orderu Odrodzenia Polski, Złotym Krzyżem Zasługi oraz Złotym Medalem za Długoletnią Służbę (2013), a także wyróżnieniami branżowymi.